# 出山横穴墓群
出山横穴墓群（でやまおうけつぼぐん）は、東京都三鷹市大沢にある横穴墓群。1基（8号墓）が東京都指定史跡に指定されている。

## 横穴墓発見と発掘の経緯
東京都三鷹市から調布市にかけての野川北岸沿いにある河岸段丘の国分寺崖線には、7世紀半ば～8世紀初めにかけて造営された多くの横穴墓がある。これら横穴墓は全部で7つの横穴墓群に分けられており、出山横穴墓群は7つの横穴墓群のうちのひとつである。なお7つある横穴墓群の中間部付近の台地上に天文台構内古墳があり、築造時期もほぼ同時期と見られることから、天文台構内古墳は7つの横穴墓群の頂点に立つ首長を葬ったものと考えられている。
出山横穴墓群は1884年（明治17年）、『武蔵野叢誌』という当時発行されていた雑誌に、出山横穴墓と思われる横穴墓が発見されたとの記事が掲載されている。その際に出土した人骨は近所にある龍源寺で埋葬され、「穴仏」「横穴古墳供養碑」という二基の石碑が建てられた。また出山横穴墓群6号墓は大正時代から開口していたとみられ、横穴墓であることがよくわからなかった当時、出山古墳と呼ばれていた。出山横穴墓群6号墓は1948年（昭和23年）頃発掘調査が行われ、土器が出土したとされるが詳細は不明である。
出山横穴墓群が三鷹市内で最初に確認された横穴墓群として、正式に記録上に現れるのは1963年（昭和38年）のことである。発掘調査は1978年（昭和53年）から開始され、まず玄室の一部のみが残存する出山横穴墓群1号墓の発掘が行われた。1984年（昭和59年）には近隣の学校建設に伴う道路整備中に5基の横穴墓が発見され、うち2号墓、3号墓、4号墓の一部が調査され、5号墓、6号墓については位置の測量が行われた。
同じく1984年には地元住民からの情報によって7号墳が確認された。また同じ住民が1979年（昭和54年）4月、筍の採集中に偶然出山横穴墓群8号墓を発見していた。1993年（平成5年）2月、三鷹市教育委員会は横穴墓を題材とした文化財展示会を計画し、その一環として横穴墓の発掘と発掘した横穴墓の見学会を計画した。三鷹市内の横穴墓の中から見学のしやすさ等の問題を考慮した結果、出山横穴墓群8号墓を発掘することとして、1993年2月から5月にかけて発掘調査が行われた。
発掘調査の成果により、1994年3月には出山横穴墓群8号墓は東京都の史跡となり、1994年10月から翌1995年（平氏8年）1月にかけて保存整備に向けて地中レーダー調査、ならびに出山横穴墓群8号墓の墓前域の発掘が行われた。この時のレーダー調査によって、第9号墓と第10号墓が発見された。続いて1995年9月から10月にかけて、未発掘の墓前域の調査を目的とした出山横穴墓群8号墓の第3次発掘調査が行われた。

## 横穴墓の立地
関東地方には多くの横穴墓群が見られ、東京都や埼玉県など旧武蔵国の地域でも吉見百穴を始め多くの横穴墓群がある。武蔵国南部では多摩川と鶴見川流域に多くの横穴墓群があり、多摩川中流域では野川沿いに多くの横穴墓が見られる。
野川に沿って上流部の国立市から下流の世田谷区まで横穴墓群は分布しているが、特に三鷹市から調布市にかけてと世田谷区内に多く分布している。三鷹市から調布市にかけての野川中流域には60基あまりの横穴墓があり、未発見のものや開発などで既に破壊されてしまったものを併せると、100基以上の横穴墓があったものと推定されている。
野川沿いの横穴墓群は河岸段丘である国分寺崖線の関東ローム層に造られている。またその多くが東京パミス層を目印とした位置に造られ、ほぼ横一線の配列になっているのも特徴である。これは東京パミス層が年間の最高地下水位付近にあることから、横穴墓内部の排水を考えて地下水の影響を受けにくい場所に造ったためとの説がある。出山横穴墓群も三鷹市内の野川北岸の武蔵野崖線にあり、標高約50～52メートルの東京パミス層に沿って位置している。
また野川北岸沿いの国分寺崖線には豊富な湧水があり、出山横穴墓群を含む周囲一帯には旧石器時代から縄文時代にかけての遺跡があり、出山遺跡と呼ばれている。実際、出山横穴墓群8号墓の隣からは縄文時代の住居跡が発掘されており、出山横穴墓群8号墓の発掘時にも縄文時代の石器と縄文土器が出土している。

## 各横穴墓（8号墓以外）
出山横穴墓群は、これまでのところ10基の横穴墓が発見されている。地下レーダー調査によればその他にも3ヵ所、横穴墓と思われる場所が発見されている。横穴墓は発見、記録順に1号墓から10号墓まで名づけられている。
1号墓：崩れた崖から半分崩れてしまった玄室部分が発見された。1978年に発掘され、わずかではあるが歯が出土した。
2号墓：1979年に入り口に当たる羨門部分のみ調査が行われた。内部の調査はこれまで未実施である。
3号墓：1979年に調査が行われた。平面的には胴張りのある台形、天井はアーチ型をした玄室があり、礫床が確認されたが、人骨や遺物は発見されなかった。
4号墓：1979年に調査が行われ、平面的には羽子板に似た形、そしてアーチ型をした天井を持つ玄室が確認された。3号墓と同じく礫床が確認されたが、やはり人骨や遺物は発見されなかった。
5号墓：崖面の崩落によって、玄室奥壁の一部と礫床の一部が残っているのみである。
6号墓：大正時代から開口していたようで、かつて出山古墳と呼ばれていたと見られる。現在は玄室奥の部分のみ残存している。
7号墓：1984年に崖面に敷石があるのが発見された。
9号墓：第2次8号墓発掘時に行われた地下レーダー調査の結果、1994年に発見された。発見時、横穴墓は土砂が崩落しており、墓前域から羨道にかけての一部が発掘されたが、周辺の環境への悪影響とともに安全性の問題もあり、全体の発掘は行われなかった。
10号墓：1994年のレーダー調査によって発見された。

## 8号墓

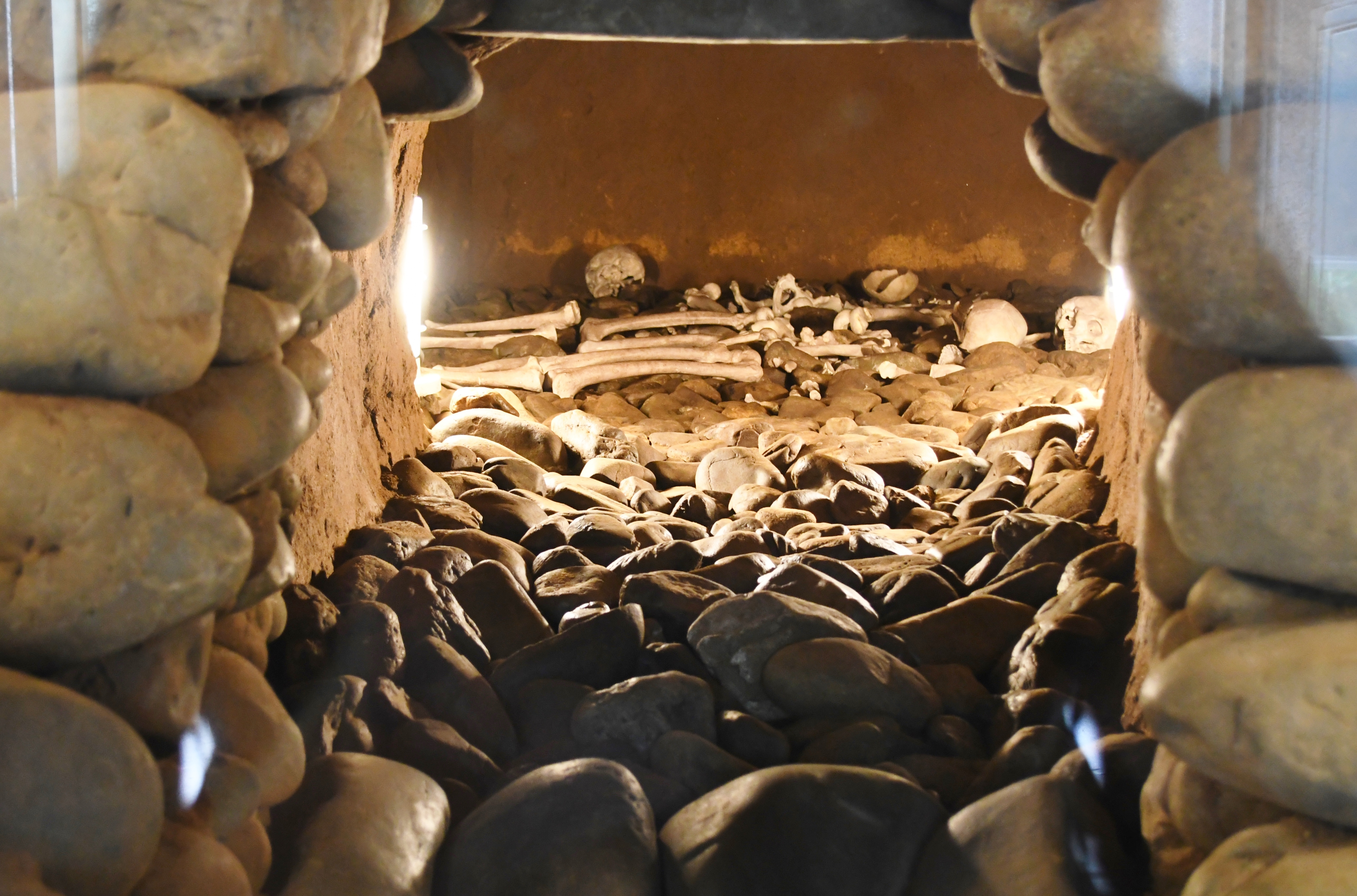
8号墓

### 構造
幅約2.0メートル、長さ6.8メートルの墓前域、幅60センチメートル、高さ90センチメートルの羨門、幅60～90センチメートル、高さ70～90センチメートル、長さ約1.4メートルの羨道、そして中央部でくびれた、胴張りがある平面形をした玄室がある。玄室は長さ約3.3メートル、最大幅2.4メートル、高さは最大で1.8メートルになる。出山横穴墓群8号墓は、三鷹市内の横穴墓としては大型の部類に入る。
羨門には河原石を用いた石積みがなされている。門の天井には特に大型の閃緑岩が用いられており、最大のものは長さ70センチメートルを越える。この石は横穴墓近隣では採集することは出来ず、多摩川上流域から持ち込まれたものと見られている。羨道部分から奥は河原石による敷石が敷かれていて、敷石の総数は1,200個を越える。一見無造作に敷かれているように見えるが、平べったい石を敷いた後、隙間に小石を差し込むなど、敷石を平坦に敷く工夫がなされている。
羨道と玄室の間、そして玄室のくびれ部分にやや大きな石で境界石が並べられ、玄室は前室と後室に分けられる。また玄室は天井が整ったアーチ型をしており、壁面には横穴墓を掘った工具の跡が残っている。工具跡から推察すると刃幅17.6センチと刃幅12.8センチ程度の2種類の工具が用いられており、当時の農具である刃先のみ金属製の、風呂鋤と呼ばれる農具が用いられていたと推定される。

### 出土品
墓前域から須恵器片7片と土師器片1片が出土した。須恵器片は平瓶1個体が割れたものと判明し、また土師器は小片のためどのような器であったかは不明である。また玄室内から4体の人骨が発見された。須恵器は7世紀前半～半ば頃のものと推定されている。

### 築造時期と追葬について
出山横穴墓群8号墓から出土した須恵器は7世紀前半のものと推定されており、また横穴墓の構造から築造時期は7世紀半ば～後半頃と考えられている。墓前域に堆積した土砂の分析から、土砂の堆積と掘り返しが2回程度行われたことが推定され、また羨門の閉塞石の積み方からも、追葬がなされたことが推定される。玄室内の人骨の状態からも、初葬から10年以上経ってから追葬がなされたことは確実であり、2ないし3回の追葬が行われたものと見られている。

### 出土人骨について
玄室内からは4体の人骨が発見された。玄室の一番奥、後室にあったA人骨は8歳前後の男性、その隣のB人骨は身長約150センチの40代の男性、後室の前室に近い場所にあったC人骨は身長160センチ前後の30代と見られる男性、そして一番玄室の入り口近く、前室と後室の境界付近にあったD人骨は身長150センチ程度の20代前半の女性と見られている。
4体の人骨の埋葬順は、発掘された状況からAとBの人骨が先に埋葬されたことが明らかになっている。続いてC人骨、そして最後にD人骨が埋葬された。C人骨が埋葬された時点でB人骨が一部移動された形跡が残っており、B人骨の移動状況からは、C人骨埋葬時点でB人骨の靭帯や軟骨組織は腐朽が完了し、白骨化していたと考えられている。靭帯や軟骨組織の腐朽完了には10年程度かかるため、B人骨とC人骨は10年以上の間隔を空けて埋葬されたことがわかる。
C人骨の上に一部重なるようにD人骨が埋葬されているところから、D人骨が出山横穴墓群8号墓の最終埋葬者であるのは間違いない。C人骨とD人骨の埋葬間隔はほとんど時間差がなかったものと見られている。
A人骨とB人骨の埋葬順は発掘結果からは明らかに出来なかったが、8歳前後の子どものために横穴墓が築造されたとは考えにくいため、B人骨が初葬でその後A人骨が埋葬されたか、またはA,Bの人骨は同時に埋葬されたものと見られている。
保存状態が良かったC人骨とD人骨については、歯について詳細な分析が行われた。その結果、C人骨には上顎洞に達する重度の虫歯があり、C人骨の死因とも考えられている。D人骨にも虫歯がみられ、出山横穴墓群8号墓の被葬者たちは恵まれた食生活を送っていたとの推定もある。また歯冠計測ではかなり類似した値が出ていることから、C人骨とD人骨は兄妹である可能性が指摘されている。

### 保存と公開について
発掘調査終了後、出山横穴墓群8号墓は保存・公開がなされることとなり、1996年5月より公開がされている。見学室から二重のガラス越しに横穴墓内を見学することができ、見学室内には発掘調査の様子や横穴墓内部の構造についての展示・解説がある。そして玄室内にはレプリカの人骨が展示されている。
また出山横穴墓群8号墓は、盛り土や二重壁によって四季を通じて自然に近い状態に保護されている。

## 横穴墓群の特徴
出山横穴墓群は三鷹市から調布市にかけての野川北岸に分布する横穴墓群のひとつとして、7世紀前半から末にかけて造られたと見られている。詳細な発掘が行われた出山横穴墓群8号墓は、7世紀半ば～後半にかけて造られたものと推定されている。同じ時期、多摩地区の中でも有力な古墳である天文台構内古墳が造営されており、横穴墓群の被葬者たちは天文台構内古墳の被葬者である地域を代表する首長の下に位置するような、地域の有力者であったと思われる。
出山横穴墓群8号墓は当時の横穴墓についての貴重な資料として1994年3月22日、東京都の史跡に指定された。